# Cephalomappa malloticarpa
Cephalomappa malloticarpa är en törelväxtart som beskrevs av Johannes Jacobus Smith. Cephalomappa malloticarpa ingår i släktet Cephalomappa och familjen törelväxter. Inga underarter finns listade i Catalogue of Life.